# Suiriri islerorum
Suiriri islerorum е вид птица от семейство Tyrannidae. Видът е почти застрашен от изчезване.

## Разпространение
Видът е разпространен в Боливия и Бразилия.